# 平和島競艇場
平和島競艇場（へいわじまきょうていじょう）は、東京都大田区にある競艇場である。東京都内の競艇場（平和島競艇場、多摩川競艇場、江戸川競艇場）の中では最大の売上高をあげている。
通称は平和島競艇、BOAT RACE平和島（ボートレースへいわじま）（2010年以降）。「東京ベイボート平和島」と名乗った時期もある。

## 概要
大森競走場（おおもりきょうそうじょう）として1954年（昭和29年）6月5日に東京都主催で開催されたのが最初である。しかし、売上が伸びなかったため翌年の1955年（昭和30年）には都営による開催が中止され、1955年9月20日から東京都府中市主催による開催となる。大田区から離れた府中市が参入した経緯は不明だが、府中市役所の競艇事業担当部長はその前年に1954年に市町村合併で府中市が発足したことに伴う財政上の目的だったのではないかと推測している。
1957年（昭和32年）に平和島競走場に改称し、1960年（昭和35年）3月から相模湖モーターボート競走組合主催の開催も加わった。以降はこの2施行者によって開催されていたが、2004年（平成16年）度をもって相模湖モーターボート競走組合が解散し、現在は府中市による開催のみとなっている。従って、所在地の大田区は開催に関与していない。
現在の施設所有者は京浜急行電鉄（京急）グループの京急開発である。周囲には同社が所有するパチンコ店「レイトギャップ平和島」やゲームセンター「タイトーステーション」、天然温泉平和島や飲食店等が入る複合商業ビルやバッティングセンターなどがあり、平和島競艇はこれらと併せてビッグファン平和島の一部を構成している。
立地条件および利用者数の観点から、かつては「東のメッカ」と呼ばれたこともあり（全国的な「メッカ」は住之江競艇場）、その証しとして賞金王決定戦競走（グランプリ）が1991年・2000年・2014年・2020年の4回開催。SGの開催回数は30回と全競艇場の中で第2位の回数を誇り、ボートレースクラシック（当時は鳳凰賞）とチャレンジカップ（当時は競艇王チャレンジカップ）の2つは共に第1回大会が当地で開催（第1位は住之江競艇で60回）。トーナメント方式で争われるファン感謝3days ボートレースバトルトーナメント（一般戦）やBBCトーナメント競走（プレミアムGI）も第1回大会は当地で開催された。
2009年（平成21年）より、新しいファン層の開拓を狙って「平和島 DE よしもと」というイベントを行っている。2011年（平成23年）2月より、関東全5場とボートピア岡部・栗橋・横浜との間で関東地方総合払戻「どこでもはらいおん」を開始、2012年4月より全国総合払戻を実施。2012年以降は「TOKYO Afternoon Race」という名称で薄暮競走が行われ、6月から8月の間、進行が通常より1時間遅くなる。
2018年（平和30年）12月、投票によって「ボートレース平和島応援サポーター」に女性マジシャンのLUNAが就任。「“初代”ボートレース平和島応援大使」神園さやかの後任となる。
マスコットキャラクターはクジラの「P☆STAR（ピースター）」である。
実況は、2011年2月までは日本モーターボート競走会 平和島事業所 業務部 審判課の松永良一アナ（元大川興業構成員）が担当。2011年3月より、福田裕美を筆頭にトシ・ヴォイスのメンバー（松岡俊道、高石順成、坂田博昭、伊藤政昭）や土屋和彦が実況を担当している。
中継映像に挿入されるテロップのほとんどはCGIで製作されており、SGやプレミアムGI開催日に地上波ならびにJLCが独自編成する中継映像とは異なる。また実況席及び後述のネット配信用スタジオとは別に、競技本部ビルにも簡易スタジオを設置し、一般戦でも予選及び準優勝戦の勝利者インタビューを実施している（24場で唯一の体制）。
投票締切前に流れるBGMは『僕達のお祭り前線』で、JLCでは場外締切3分前より流れる。
なお、東京3場および戸田競艇場では現在、予想紙は『ボートレース研究』『ファイティングボートガイド』の2種類が発行・販売されている。全てカラーで価格は550円である。
24ヶ所ある競艇場で唯一G2競走が開催されていなかったが、令和6年度にMB大賞を開催することが2023年7月5日に発表されている。

## 施設の特徴

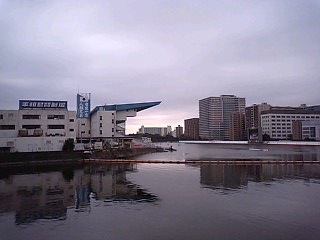
品川区側から見た平和島競艇場（2007年11月11日撮影）。手前側が勝島南運河で、奧が区切られて競走水面となっている。この撮影当時、スタンド上部には笹川良一の書があったが2010年に広告看板と入れ替え。

施設内には一時期、スタンドとは「ベイプラザ」「東京テレシアター」が場内施設として設置されており、大型モニター等で競艇観戦を楽しむことができた。これらからは水面を肉眼で見ることはできない。現在はベイプラザは閉鎖され、東京テレシアターは後述の外向発売所「ボートレース平和島劇場」となっている。
スタンド側面には「世界は一家 人類は兄弟」という笹川良一の書が大きく掲示されていたが、2010年秋にレース場の看板広告と入れ替わる形で撤去された。
牛丼チェーン店の吉野家が施設内に設置されている。
2023年5月からスタンドの建替えなどを含めた全面リニューアル工事が行われており、2マーク付近など一部箇所への立ち入りができなくなっている。リニューアル完了は2028年としている。

## 外向発売所
元々設置されていた映像ホールの東京テレシアターを、外向発売所として有料席も設置した上で改装し、平和島競艇劇場の名称で2010年（平成22年）1月20日にオープンした。当初はナイター競走も含む1日最大4場48レース発売されていたが、2012年（平成24年）1月12日より1日最大6場72レース発売となり合わせて名称もボートレース平和島劇場に変更された。さらに2014年（平成26年）1月12日より1日最大発売場が8場（96レース）となり、全国の舟券発売場において最も多くのレースを発売している。2016年11月21日より12場併売を行う。（12場併売は江戸川競艇場の外向発売所「BOAT RACE 365」に続き全国で2番目）
2014年8月1日に300インチLEDモニターが2台設置された。

## 水面の特徴

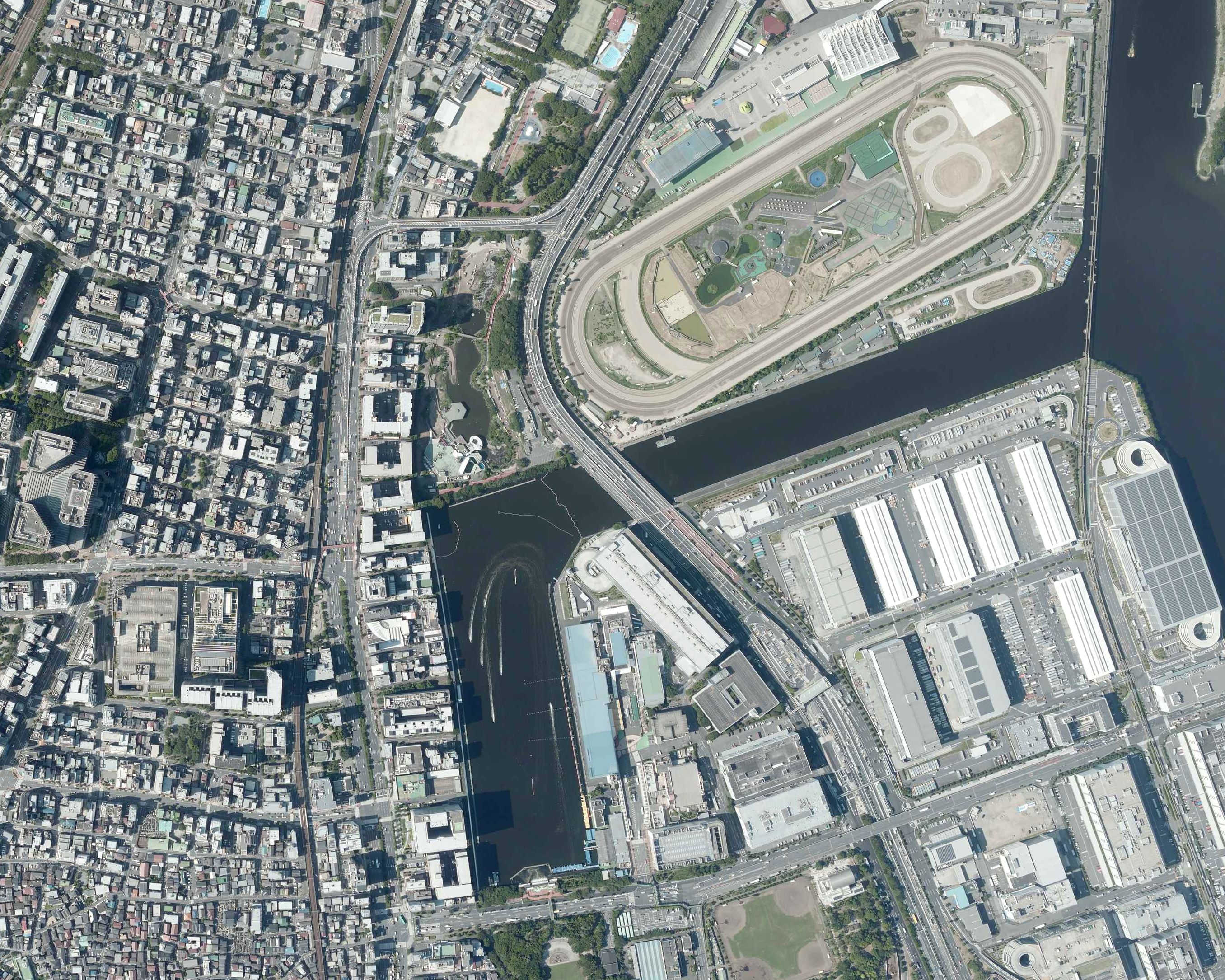
平和島競艇場周辺の空中写真。2019年8月9日撮影。。

平和島と大森の海岸の間の勝島南運河を利用している。競走水面は海で、水質は海水。潮の満ち引きによる潮位の差はあるが、運河から競走水面までは距離があるため東京湾からの波の影響を直接受けることはない。しかし舟等が近くを通る場合があり、そのときには1マーク近くにうねりが発生する。また付近をマンション等の高い建物に囲まれていることから、強風が吹きやすい春先などはビル風と合わせてかなりの荒水面になる。そのため、全国平均で見ると走りづらい水面である。
競走水面自体はそれほど狭いわけではないが、スタンドから1マークまでの距離が37mと極めて狭くターンが難しいことから戸田競艇場や江戸川競艇場、鳴門競艇場等と並ぶイン受難水面とされており、インの勝率も全国平均と比較してかなり低く、センターやアウトコースからの差しや捲り、イン逃げをブロックされての抜きや差しが圧倒的に多い。また1マークを旋回後のバックストレッチで斜行が厳禁とされていることから、インコース以外の勝率が軒並み全国平均を大幅に上回っている。
スタートをすると選手は北側にある1マークに向かって舟を走らせることになる。1マークを回ったあとは対岸が右斜めになっているため、対岸に沿って走ると内が空きやすく「平和島のバックは内側が伸びる」と呼ばれる一因となっている。
2マーク後方のピット横には大田区・平和島水質管理所が水質改善の為に設置した小さな滝があり、海水を汲み上げて濾過させて放流する。これにより環境省が定める環境基準が保たれ、水面にはボラが跳ねる光景が見られる。なお滝の落下点付近はフェンスで囲ってあるため、水は競走水面には直接入ってこない。

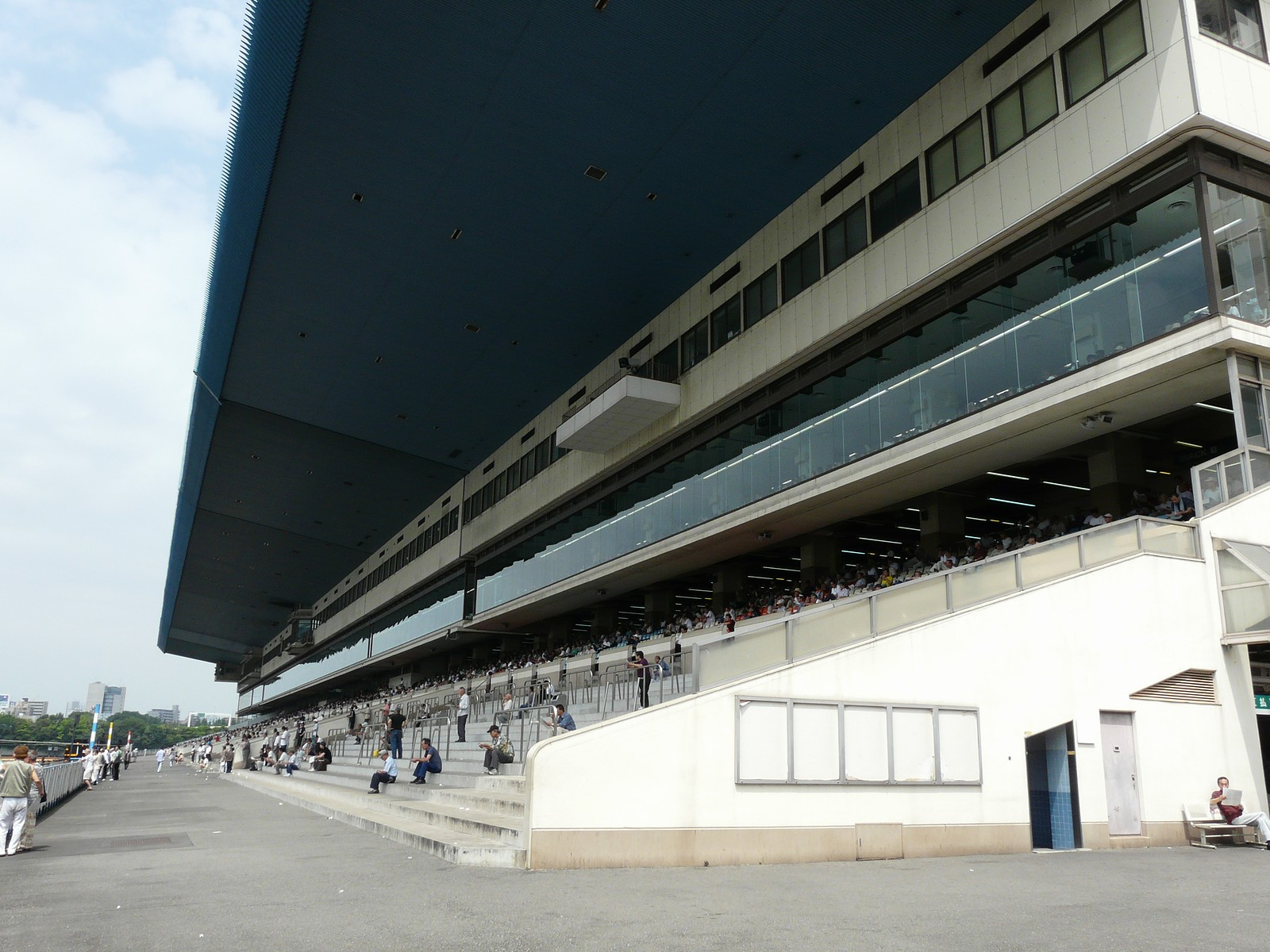
観客席
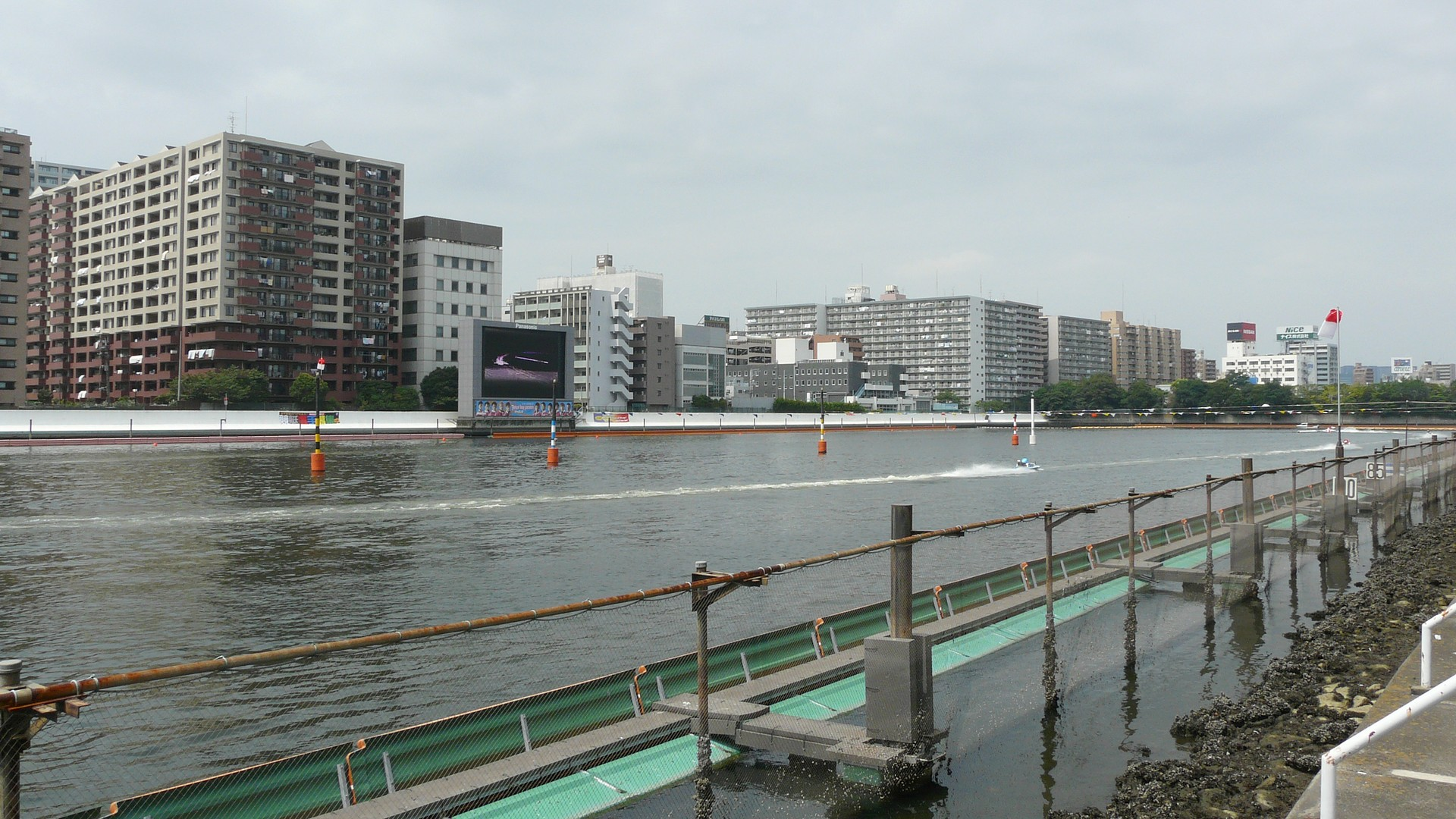
水面
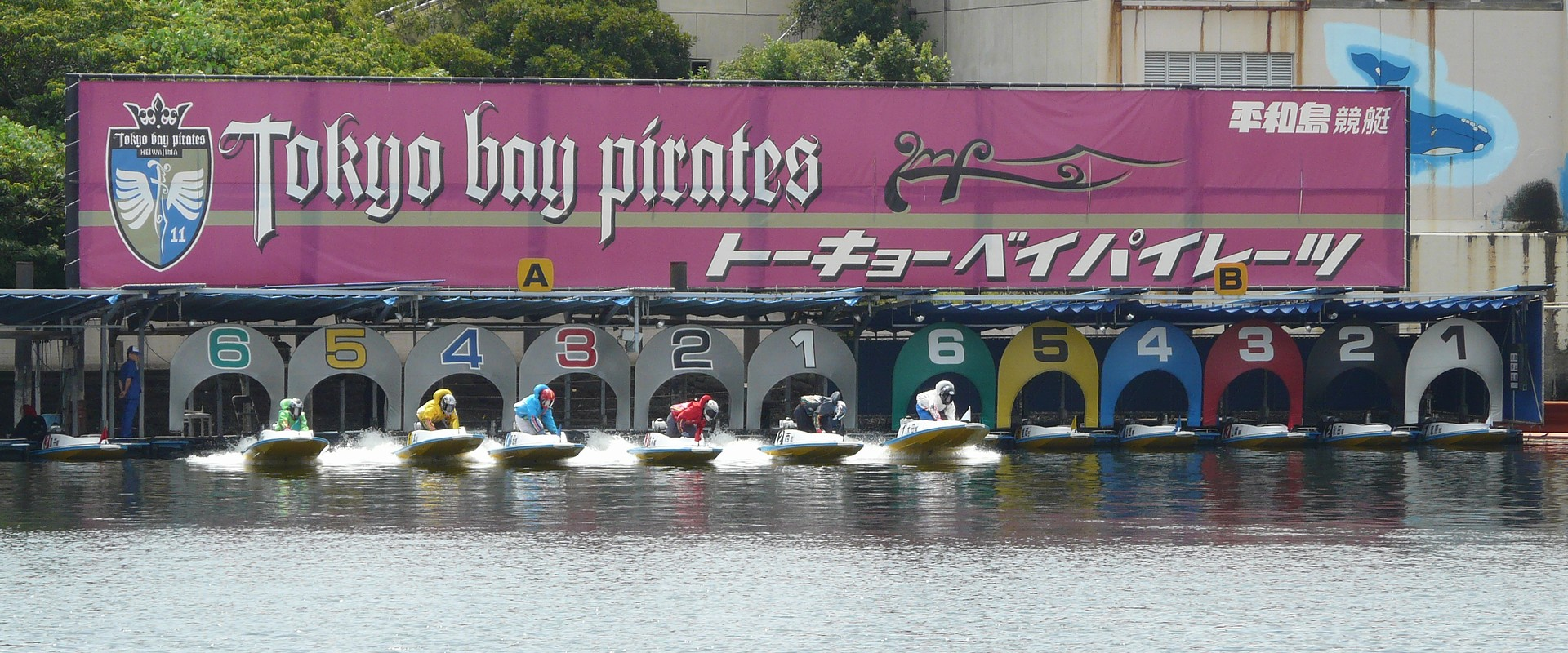
発走ピット
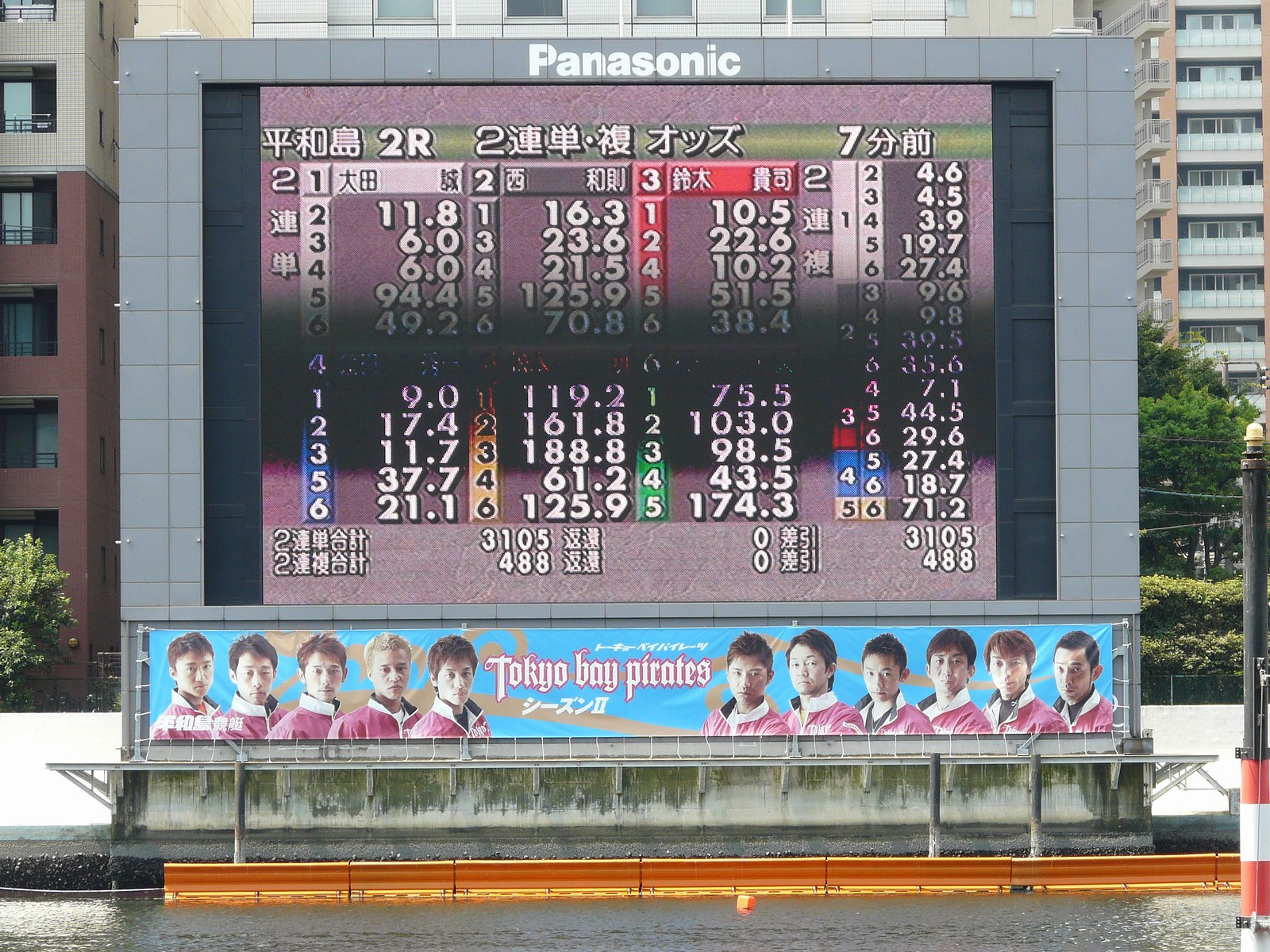
電光掲示板

風が1マークから2マークに吹く風を俗に言う「チルト3度の風」と実況の松永アナが表現しているが、まくりに適した風となっている。

## 主要開催競走
春前に開催される鳳凰賞競走→総理大臣杯競走→ボートレースクラシック競走は開催数が17回と多い。SGの開催時には、来場客の先着者（日によって人数が違う）に専門予想紙を配布するというサービスを行っている。
周年記念 (GI) の名称はトーキョー・ベイ・カップであり、企業杯 (GIII) としてキリンカップが行われている。正月には東京ダービー、春季大型連休には京急電鉄社長杯（2008年までは京浜急行社長杯）、お盆にはデイリースポーツサマーカップが行われている。

## SG開催実績

### ボートレースクラシック・ボートレースダービー
| 鳳凰賞／総理大臣杯／クラシック | 鳳凰賞／総理大臣杯／クラシック | 鳳凰賞／総理大臣杯／クラシック | 鳳凰賞／総理大臣杯／クラシック |
| 開催年・施行回                 | 優勝者                         | 登番                           | 出身                           |
| ------------------------------ | ------------------------------ | ------------------------------ | ------------------------------ |
| 1966・第01回                   | 長瀬忠義                       | 1284                           | 広島                           |
| 1983・第18回                   | 高峰孝三                       | 2390                           | 群馬                           |
| 1985・第20回                   | 黒明良光                       | 2090                           | 岡山                           |
| 1986・第21回                   | 古川文雄                       | 2170                           | 佐賀                           |
| 1990・第25回                   | 岩口昭三                       | 1670                           | 福井                           |
| 1991・第26回                   | 野中和夫                       | 2991                           | 大阪                           |
| 1994・第29回                   | 大森健二                       | 1910                           | 岡山                           |
| 1995・第30回                   | 服部幸男                       | 3422                           | 静岡                           |
| 1996・第31回                   | 中道善博                       | 2096                           | 徳島                           |
| 2002・第37回                   | 野澤大二                       | 3534                           | 東京                           |
| 2006・第41回                   | 中澤和志                       | 3952                           | 岩手                           |
| 2007・第42回                   | 濱野谷憲吾                     | 3590                           | 東京                           |
| 2010・第45回                   | 山口剛                         | 4205                           | 広島                           |
| 2013・第48回                   | 池田浩二                       | 3941                           | 愛知                           |
| 2016・第51回                   | 坪井康晴                       | 3959                           | 静岡                           |
| 2020・第55回                   | 吉川元浩                       | 3854                           | 兵庫                           |
| 2023・第58回                   | 土屋智則                       | 4362                           | 群馬                           |

| 全日本選手権／ダービー | 全日本選手権／ダービー | 全日本選手権／ダービー | 全日本選手権／ダービー |
| 年度・施行回           | 優勝者                 | 登番                   | 出身                   |
| ---------------------- | ---------------------- | ---------------------- | ---------------------- |
| 1962・第09回           | 長谷部義一             | 0483                   | 和歌山                 |
| 1964・第11回           | 北原友次               | 1481                   | 岡山                   |
| 1969・第15回           | 金子安雄               | 1435                   | 埼玉                   |
| 1983・第30回           | 林通                   | 2260                   | 岡山                   |
| 1987・第34回           | 今村豊                 | 2992                   | 山口                   |
| 1992・第39回           | 服部幸男               | 3422                   | 静岡                   |
| 2002・第49回           | 原田幸哉               | 3779                   | 三重                   |
| 2007・第54回           | 高橋勲                 | 3517                   | 神奈川                 |
| 2011・第58回           | 池田浩二               | 3941                   | 愛知                   |
| 2013・第60回           | 瓜生正義               | 3783                   | 東京                   |
| 2017・第64回           | 深川真二               | 3623                   | 佐賀                   |
| 2021・第68回           | 平本真之               | 4337                   | 愛知                   |

### その他SG
| 年度 | 競走名                                       | 優勝者     | 登番 | 出身   |
| ---- | -------------------------------------------- | ---------- | ---- | ------ |
| 1959 | 第05回全国地区対抗競走                       | 宮原和敏   | 0693 | 福岡   |
| 1960 | 第06回モーターボート記念競走                 | 井上一二郎 | 0526 | 兵庫   |
| 1961 | 第07回全国地区対抗競走                       | 倉田栄一   | 0318 | 三重   |
| 1967 | 第13回全国地区対抗競走                       | 石原洋     | 1572 | 岡山   |
| 1981 | 第27回モーターボート記念競走                 | 高峰孝三   | 2390 | 群馬   |
| 1991 | 第06回賞金王決定戦競走                       | 松田雅文   | 2502 | 福岡   |
| 1997 | 第02回オーシャンカップ競走                   | 熊谷直樹   | 3200 | 北海道 |
| 1998 | 第01回競艇王チャレンジカップ競走             | 江口晃生   | 3159 | 群馬   |
| 1999 | 第02回競艇王チャレンジカップ競走             | 今垣光太郎 | 3388 | 石川   |
| 2000 | 第15回賞金王シリーズ戦                       | 吉田隆義   | 3231 | 愛知   |
| 2000 | 第15回賞金王決定戦                           | 市川哲也   | 3499 | 広島   |
| 2003 | 第30回笹川賞競走                             | 平石和男   | 3251 | 埼玉   |
| 2008 | 第35回笹川賞競走                             | 井口佳典   | 4024 | 三重   |
| 2014 | 第29回グランプリシリーズ（賞金王シリーズ戦） | 平本真之   | 4337 | 愛知   |
| 2014 | 第29回グランプリ（賞金王決定戦）             | 茅原悠紀   | 4418 | 岡山   |
| 2020 | 第35回グランプリシリーズ（賞金王シリーズ戦） | 深川真二   | 3623 | 佐賀   |
| 2020 | 第35回グランプリ（賞金王決定戦）             | 峰竜太     | 4320 | 佐賀   |

2020年の第35回グランプリは、新型コロナウイルス感染拡大防止のため、関東一都三県在住者を対象とした事前抽選による入場制限を実施。

## 主な出来事
- 1979年（昭和54年）8月18日 - 第7レースの払い戻しの発表をめぐり観客約150人が抗議を行った。最終レース後も正門近くで居座り続けたため、警視庁機動隊が出動して観客を場外へ排除した[13]。

## 中継・生配信
2012年3月12日より、ニコニコ生放送にて専門チャンネルによる無料生配信が開始。2020年4月以降はYouTube Liveでの配信も開始。一般戦などは10時30分から、薄暮競走は11時30分から、SGやGI初日および最終日は9時30分から、それ以外は10時から、いずれも全競走終了まで配信。すべての開催日で7レースより配信MCにこんせいそんが登場し、日替わりで登場する様々なゲストと共にスタジオから生放送を行う。
2020年初頭まではこんせいそんの出演は原則として月末開催節及び上級グレード競走開催節のみの実施だが、新型コロナウイルス（COVID-19）の感染拡大に伴う全公営競技無観客開催措置と、第55回ボートレースクラシック・京急電鉄社長杯などが連続した為、緊急事態宣言発令中を含む2020年3月から6月までは例外として全節配信された。その後状況の変化により、2024年度以降は全開催日にこんせいそんが登場するようになっている。
- MC：こんせいそん
- かつて登場していたゲスト（不定期出演）
  - 原明日夏
  - 伊藤えみ
  - 竹内ゆうか
  - 根本羽衣
  - 永作あいり
  - WenDee
    - ありさ
    - えりか（緊急事態宣言以降は原則、地元の静岡県からのリモート出演）

## アクセス
- 京浜急行バス
  - 平和島駅から無料送迎バス[1][2][3]（3分[2]）
    - 平和島劇場のみ発売時・本場開催日の夜間は、100円シャトルバスとして運行。平和島劇場内にて帰路バス無料券を配布。

  - 大森駅・大森海岸駅から無料送迎バス[3]
    - 平和島劇場のみ発売時・本場開催日の夜間は、100円シャトルバスとして運行。平和島劇場内にて帰路バス無料券を配布。

  - 大井町駅から路線バス「井19・レジャーランド平和島行」[3]（20分[3]・有料、本数僅少）